# Heuchera flabellifolia
Heuchera flabellifolia är en stenbräckeväxtart som beskrevs av Per Axel Rydberg. Heuchera flabellifolia ingår i släktet alunrötter, och familjen stenbräckeväxter. Utöver nominatformen finns också underarten H. f. subsecta.